# Giulio Cerruti

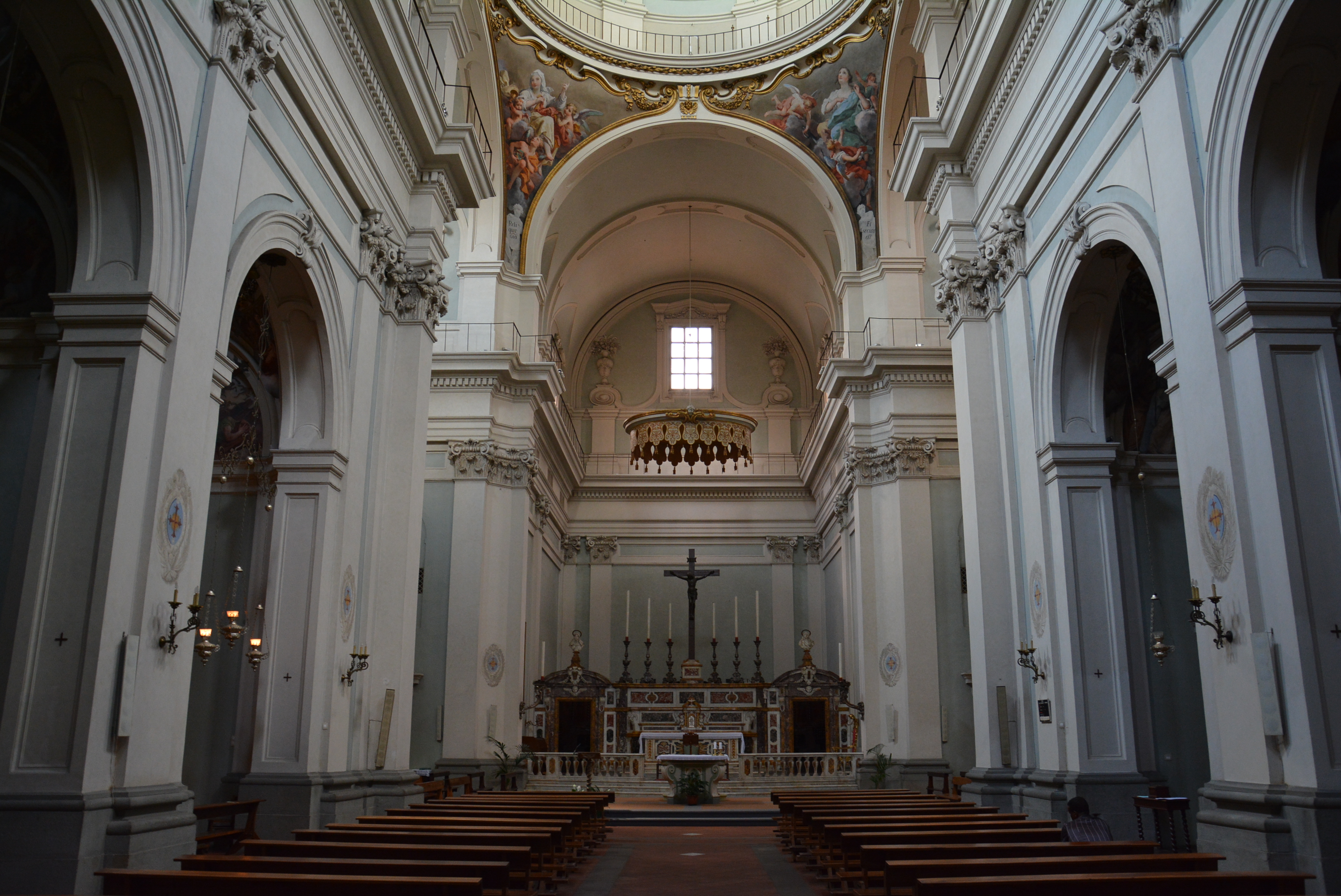
Interno della chiesa di S. Frediano in Cestello a Firenze

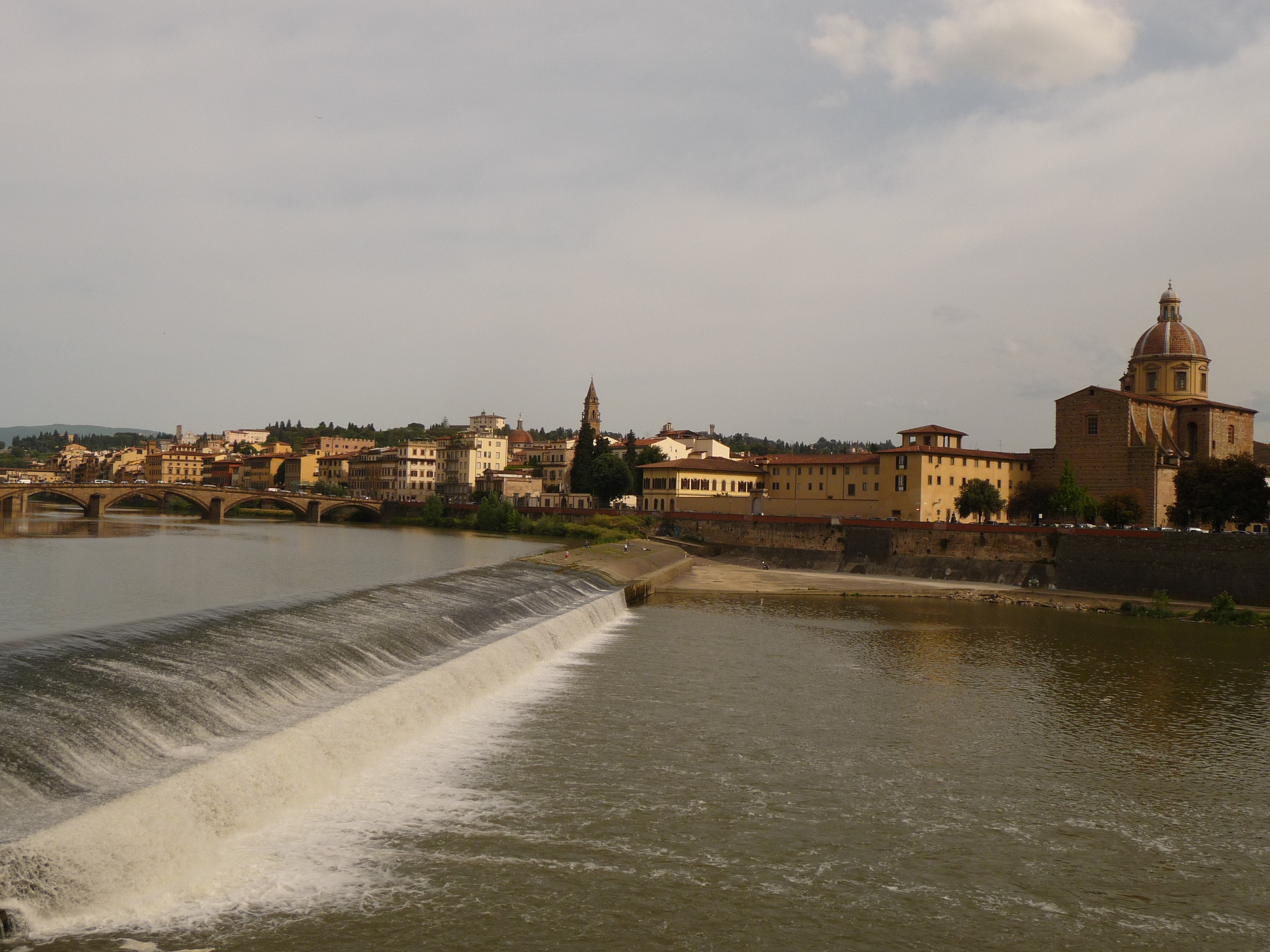
La scenografica presenza della chiesa di San Frediano

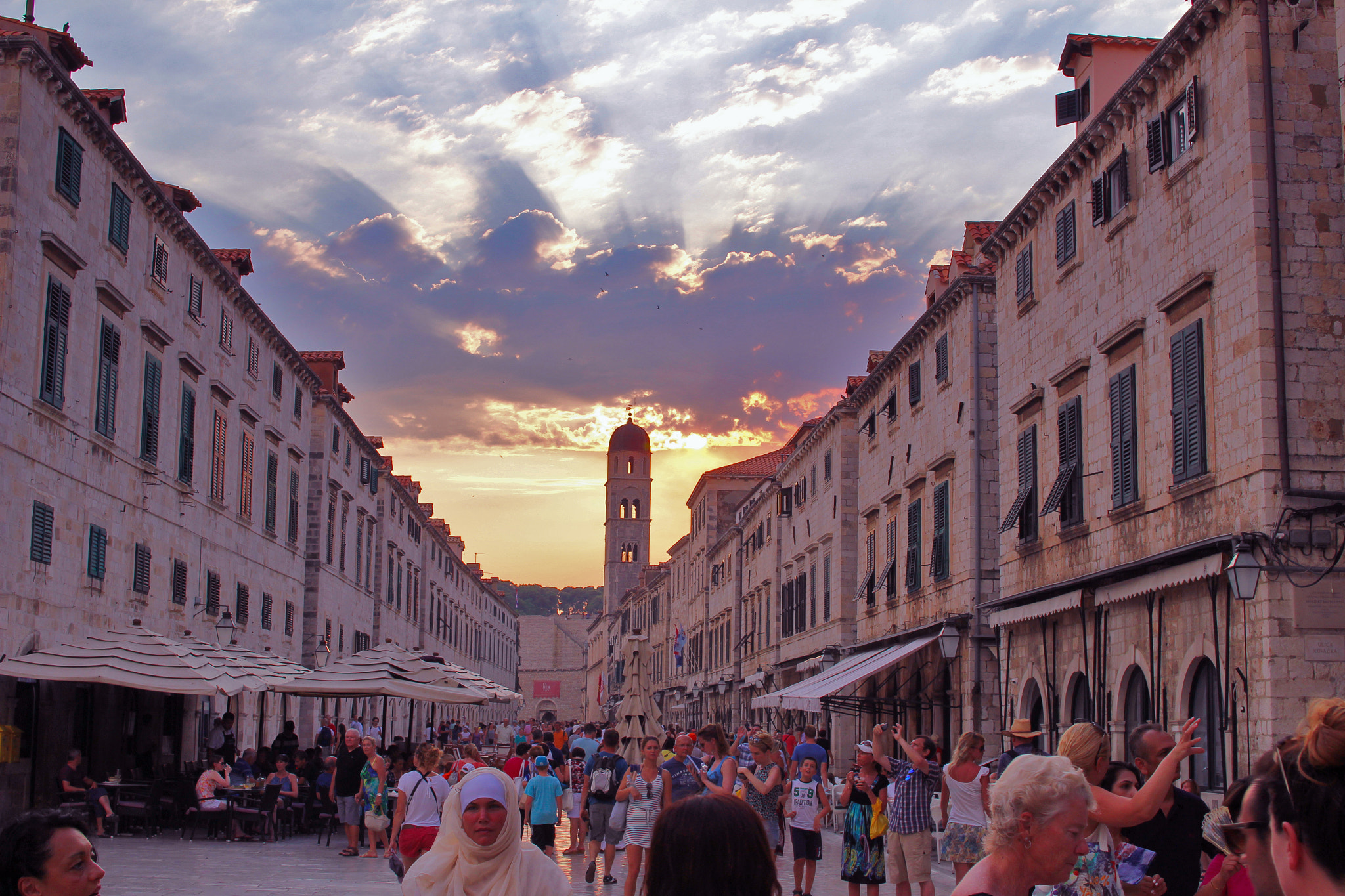
Lo "stradone" di Ragusa

Giulio Cerruti (primi decenni del XVII sec. – 1690 circa) è stato un architetto, ingegnere e militare italiano.

## Biografia
Figura poco conosciuta di ingegnere militare e architetto, di cui non sono conosciute le notizie biografiche sulla sua nascita e formazione.  Risulta documentato dal 1640 e era forse di origine svizzero-ticinese.
Cerruti, variamente ricordato con le qualifiche di "capitano", “colonnello”, “ingegnere della Camera Apostolica”, “soprastante alle fortezze pontifice”, continuamente in viaggio e coinvolto in consulenze e collaborazioni. Era dunque un tecnico con competenze riconosciute, soprattutto nella progettazione di fortificazioni e opere idrauliche (tra cui la derivazione del Reno nel Po). La sua presenza è documentata a Genova, a Dubrovnik (inviato dal papa dopo il terremoto del 1667) e nei porti di Civitavecchia (per il cantiere dell'Arsenale) e di Ancona.
Tuttavia  le sue competenze interessavano anche l'architettura e risulta una stretta collaborazione all'interno dello studio di Carlo Fontana. Collaborò anche con  Bernini in alcuni cantieri.
Risulta essere stato anche un ottimo disegnatore e ci rimane un album di rilievi e progetti dedicato al granduca Ferdinando II da cui sperava di ottenere incarichi.

## Opere
Risulta essere stato a Firenze in varie occasione, presentato a corte e coinvolto in vari consulenze. Qui ebbe modo di progettare  la chiesa di S. Frediano in Cestello che sembra sia stata la sua unica opera autonoma. nel 1675-1679 intervenne modificando radicalmente un primo progetto di Gherardo Silvani, morto nel 1675. Cerruti ruotò l'asse della chiesa mettendo l'ingresso verso l'Arno, manifestando una volontà scenografica di inserimento della chiesa nella città. 
Utilizzò la tipica tipologia longitudinale gesuita, con tre cappelle passanti per lato, ampio transetto e coro allungato; l’interno è caratterizzato dalla modularità della pianta e da un ordine semplice e lineare con arcate su pilastri, e paraste composite che sorreggono una trabeazione. Il disegno di Cerruti venne inviato a Roma e sottoposto all’approvazione di Carlo Fontana nel rispetto della gerarchia artistica istaurata tra i due architetti.
A Ragusa (Croazia) a lui si deve l'organizzazione della ricostruzione dopo il terremoto e in particolare la sistemazione della strada principale il corso della città (Stradun) con prospetti uniformi e regolari.